# José Ferrer Adell
José Ferrer Adell (Albocàsser, l'Alt Maestrat, 23 d'abril de 1879 - Vilafamés, la Plana Alta, 30 d'agost de 1936) fou un frare caputxí castellonenc, mort màrtir en començar la Guerra Civil espanyola. Té la consideració de beat.
Era fill únic del matrimoni format per José Ferrer Albert i Antonia Adell Segarra. Va entrar al Seminari Seràfic dels caputxins quan tenia 12 anys. Es va ordenar com a frare dins de l'orde l'1 de gener de 1896, fent-ne la professió simple just l'any següent, i la solemne i definitiva el 6 de gener de 1900. Va ser ordenat com a sacerdot el 19 de desembre de 1903, consagrat pel bisbe de Sogorb, un cop finalitzats els estudis de Filosofia Escolàstica en el convent de Totana. També estudià Teologia al seminari d'Oriola i Moral al de Massamagrell.
Quan va esclatar la Guerra Civil, es va refugiar a Rafelbunyol, concretament al carrer de Santa Teresa número 16, on va viure-hi fins al 30 d'agost de 1936. Aquell mateix dia fou traslladat de nou a Albocàsser, on fou assassinat a la carretera que porta de la Pobla Tornesa a Vilafamés. Fou enterrat al cementiri de la localitat.